# Under the Pink
Albums de Tori Amos
Little Earthquakes
(1992) Boys For Pele
(1996)
Singles
Under The Pink (1994) (en français « Sous le rose », sous entendu « sous la peau »[réf. nécessaire]) est le deuxième album de la chanteuse auteur-compositeur Tori Amos. L'album a atteint la première position des charts anglais dès sa sortie et la douzième position du classement Billboard aux États-Unis. L'album est inclus dans la liste des « 500 CD que vous devez connaître » établie par le magazine Blender. Une édition spéciale sortie exclusivement en Australie et en Nouvelle-Zélande inclut un deuxième disque intitulée "More Pink - the B-Sides"
"Under the Pink" contient les hits God (en) qui est entré dans les charts américains directement à la première place, établissant la meilleure progression de toute sa carrière et Cornflake Girl qui sera le plus grand tube international de sa carrière.

## Historique
En comparaison à son prédécesseur Little Earthquakes, Under the Pink est considéré comme plus acoustique, mettant le piano plus en avant. Le magazine Rolling Stone inclut cet album parmi les 100 meilleurs des années 1990.

L'album a été enregistré à Taos dans le Nouveau-Mexique dans une hacienda. Quelques références au Nouveau-Mexique figurent dans les photos qui composent l'album. "Under The Pink" est la dernière collaboration de Tori avec Eric rosse. Le couple s'est en effet séparé peu après la sortie de l'album.
Tori a décrit l'essentiel des chansons qui composent l'album dès sa sortie. "Yes Anastasia", ballade de presque 10 minutes évoque la vie de Anastasia Nikolaïevna grande duchesse russe, fille du tsar Nicolas II au destin tragique. Pour « Bells For Her », Tori et Eric Rosse, son compagnon, ont démonté et préparé un vieux piano avec des marteaux rendant le son de l'instrument très métallique. Les compositions de l'album constituent un véritable mélange de douceur et de violence; En effet, Tori n'hésite pas à créer la surprise comme dans « Pretty Good Year » où la ballade romantique est perturbée par un bridge inattendu très rock. Les thèmes abordés sont tout aussi inattendus comme en témoigne la chanson « icicle » évoquant la masturbation féminine. À noter que Trent Reznor du groupe Nine Inch Nails est choriste sur la chanson « Past The Mission ». Certains médias ont émis l'hypothèse que les deux artistes étaient amants à l'époque. 

Quatre singles ont donc été extraits de l'album : « God », « Cornflake Girl », « Past The Mission » et « Pretty Good Year ».
Peu après la sortie de l'album, Tori part en tournée dans le monde entier, de février à novembre 1994. En 1994, Tori a donné 181 concerts.

## Liste des chansons
Toutes les chansons ont été écrites et composées, par Tori Amos
1. Pretty Good Year (3:25)
2. God (en) (3:58)
3. Bells For Her (5:20)
4. Past The Mission (4:05)
5. Baker Baker (3:20)
6. The Wrong Band (3:03)
7. The Waitress (3:09)
8. Cornflake Girl (5:06)
9. Icicle (5:47)
10. Cloud On My Tongue (4:44)
11. Space Dog (5:10)
12. Yes, Anastasia (9:33)

À l'origine, l'album devait contenir la chanson "Honey" mais celle-ci a été rejetée de l'album à la dernière minute. Elle est toutefois incluse en tant que face-B sur le single américain de  Cornflake Girl. L'album devait en effet contenir douze chansons, il a fallu faire un choix. Après hésitation, Tori a finalement rejeté la chanson "Honey" de l'album à la place de "The Wrong Band". Tori a dit ensuite avoir longuement regretté ce choix. »

## Faces-B

### Faces B Titres Studios
| Titre                                  | Durée | Single                    | Compositeur                             |
| -------------------------------------- | ----- | ------------------------- | --------------------------------------- |
| "Home On The Range (Cherokee Edition)" | 5:29  | "God" (1994)              | Traditionnel/Tori Amos                  |
| "All The Girls Hate Her"               | 2:23  | "God" (1994)              | Tori Amos                               |
| "Over It"                              | 2:11  | "God" (1994)              | Tori Amos                               |
| "Sister Janet"                         | 4:01  | "God" (1994)              | Tori Amos                               |
| "Daisy Dead Petals"                    | 3:04  | "Cornflake Girl" (1994)   | Tori Amos                               |
| "Honey"                                | 3:47  | "Cornflake Girl" (1994)   | Tori Amos                               |
| "Black Swan"                           | 4:04  | "Pretty Good Year" (1994) | Tori Amos                               |
| "A Case Of You"                        | 4:42  | "Cornflake Girl" (1994)   | Joni Mitchell                           |
| "Strange Fruit"                        | 4:01  | "Cornflake Girl" (1994)   | Lewis Allan (reprise de Billie Holiday) |
| "If 6 Was 9"                           | 4:00  | "Cornflake Girl" (1994)   | Jimi Hendrix                            |

### Faces B Titres Live
| Titre                       | Durée | Single                                      | Compositeur                                                                    | Lieu et date du concert    | Version studio originale        |
| --------------------------- | ----- | ------------------------------------------- | ------------------------------------------------------------------------------ | -------------------------- | ------------------------------- |
| "Little Drummer Boy" (live) | 3:26  | "More Pink: The B-Sides" (1994)             | Katherine Davis/Henry Onerati/Harry Simeone (reprise de Harry Simeone chorale) | Baltimore (1991)           |                                 |
| "Winter" (live)             | 3:26  | "Past The Mission" (1994)                   | Tori Amos                                                                      | Manchester (1er mars 1994) | album "Little Earthquakes"      |
| "The Waitress" (live)       | 3:31  | "Past The Mission" (1994)                   | Tori Amos                                                                      | Boston (31 mars 1994)      | album "Under The Pink"          |
| "Here. In My Head" (live)   | 6:05  | "Past The Mission" (1994)                   | Tori Amos                                                                      | Bristol (7 mars 1994)      | single "Crucify"                |
| "Upside Down" (live)        | 5:59  | "Past The Mission" (Édition Limitée) (1994) | Tori Amos                                                                      | Boston (31 mars 1994)      | single "Silent All These Years" |
| "Past The Mission" (live)   | 4:23  | "Past The Mission" (Édition Limitée) (1994) | Tori Amos                                                                      | Chicago (24 mars 1994)     | album "Under The Pink"          |
| "Icicle" (live)             | 7:51  | "Past The Mission" (Édition Limitée) (1994) | Tori Amos                                                                      | Los Angeles (22 mars 1994) | album "Under The Pink"          |
| "Flying Dutchman" (live)    | 6:31  | "Past The Mission" (Édition Limitée) (1994) | Tori Amos                                                                      | Chicago (24 mars 1994)     | single "China"                  |

## More Pink - The B-sides
Le double album "Under the Pink" est sorti en Australie et en Nouvelle-Zélande le 14 novembre 1994 par East West, pour coïncider la sortie de l'album avec la tournée australienne de la chanteuse. le deuxième disque "More Pink - The B-sides" n'est jamais sorti indépendamment de l'album. c'est aujourd'hui un disque rare recherché par les collectionneurs. Par la suite, Tori ne sortira plus de compilations de faces-B jusqu'en 2006 avec le coffret "A Piano" qui inclut des Faces-B. Les titres choisis dans ce deuxième disque sont des Faces-B (titres inédits des singles) issus des singles de son précédent album Little Earthquakes et des singles de "Under The Pink". Voici la liste des chansons qui compose ce disque bonus : 

Toutes les chansons ont été écrites et composées par Tori Amos excepté "A Case Of You" (Joni Mitchell) et "Little Drummer Boy" (Katherine Davis/Henry Onerati/Harry Simeone) 
1. A Case Of You (4:38)  issu du single anglais "Cornflake Girl"
2. Honey (3:47)  issu du single américain "Cornflake Girl"
3. Daisy Dead Petals (3:02)  issu du single américain "Cornflake Girl"
4. Sister Janet (4:02)  issu du single américain "Cornflake Girl"
5. Sugar (4:27)  issu du single anglais "China"
6. Take To The Sky (4:20)  issu du single  "Winter"
7. Upside Down (4:22)  issu du single "Silent All These Years"
8. Flying Dutchman (6:31)  issu du single anglais "China"
9. Here In My Head (Live) (6:05)  issu du single "Past The Mission"
10. Black Swan (4:04)  issu du single anglais "Pretty Good Year"
11. Little Drummer Boy (3:20)  issu de la compilation "Kevin & Bean : We've Got Your Yule Logs Hangrin"

## Crédits album
les numéros correspondent aux numéros des titres de l'album
- Chant : Tori Amos
- Piano Bösendorfer : Tori Amos (1,2,4,5,6,7,8,9,10,11,12)
- Piano préparé : Tori Amos (3)
- Piano électrique : Tori Amos
- Orgue Hammond : John Philip Shenale (6)
- Guitare acoustique : Steve Caton (2,4,11), Steve Clayton (8)
- Guitare électrique : Steve Caton (2,4,11), Steve Clayton (8)
- Guitare basse : George Porter Jr. (1,2,4,7,8,11)
- Mandoline : Steve Clayton (8)
- Batterie : Carlo Nuccio (1,2,4,7,8,11)
- Percussions : Paulinho Da Costa (2,4,8)
- Violons : Ezra Klinger, Nacy Roth, John Wittenberg, Francine Walsh, Michael Harrison, Chris Reutinger (1,5,10,12)
- Altos : Jimbo Ross, Cynthia Morrow, John Acevedo (1,5,10,12)
- Violoncelles : Nancy Stein-Ross, Dane Little, Melissa Hasin (1,5,10,12)
- Contrebasse : Dominique Genova (1,5,10,12)
- Chef d'orchestre : Scott Smalley (1,5,10,12)
- Chœurs : Tori Amos (4), Trent Reznor (4), Merry Clayton (8)
- Programmation : Eric Rosse (2,7,8), Paul McKenna (7)
- Arrangement cordes : John Philip Shenale (1,5,10,12)
- Arrangement chamberlin : John Philip Shenale (10)
- Arrangement ensemble de harpes : John Philip Shenale (6)
- Préparation piano : John Philip Shenale (3), Eric Rosse (3)
- Enregistrement : John Beverly Jones (Chant, piano, cordes, percussions), Paul McKenna (batterie et percussions), Eric Rosse (piano préparé, guitares et autres)
- Mixage : Kevin Killen (1,2,4,5,7,8,11,12), Ross Cullum (3,6,9,10,12)
- Ingénieur du son : : Avril McIntosh, John Fundi, Shaun De Feo
- Mastering : : Bob Ludwig
- Directeur artistique : Cindy Palmano
- Design : Alan Reinl
- Photographie : Cindy Palmano
- Calligraphiste : Robert Mills
- Producteurs : Tori Amos et Eric Rosse
- Coordinateur de production : Julie Larson
- Assistant de production : Judy Reynolds
- Management : Arthur Spivak